# Herb Poniatowej
Herb Poniatowej – jeden z symboli miasta Poniatowa i gminy Poniatowa w postaci herbu.

## Wygląd i symbolika
Tarcza herbowa herbu podzielona jest na dwie części. W polu prawym srebrnym umieszczona jest czerwona głowa wołu, w polu lewym widnieje majuskuła „P” złota – inicjał nazwy miasta.
Symbolika herbu nawiązuje do nazwy miasta oraz do rodziny Poniatowskich, która zamieszkiwała wieś Poniatową już od XIV wieku i pieczętowała się herbem Ciołek. 